# 7737 Sirrah
A 7737 Sirrah (ideiglenes jelöléssel 1981 VU) a Naprendszer kisbolygóövében található aszteroida. Edward L. G. Bowell fedezte fel 1981. november 5-én.